# O nimfă lângă un pârâu
O nimfă lângă un pârâu este o pictură în ulei pe pânză realizată de Auguste Renoir în 1869-1870, aflată acum la National Gallery din Londra, Marea Britanie. Tabloul o înfățișează pe modelul și iubita lui Renoir, în vârstă de 21 de ani, Lise Tréhot, care a apărut în peste douăzeci de picturi ale sale în perioada 1866-1872.
În mod neobișnuit, pictura este o combinație între o reprezentare clasică a unei naiade sau nimfe de râu culcată lângă un pârâu și portretul recunoscut al unei persoane reale.